# Hans Nerking
Hans Nerking  (* 10. Dezember 1888 in Darmstadt; † 24. April 1964 in West-Berlin) war ein deutscher Regisseur und Schauspieler.

## Leben
Nerking stand 1909 am Schauspielhaus Mühlhausen (Thüringen) erstmals auf der Bühne. 1919 gründete er zusammen mit Mathieu Pfeil die Frankfurter Schauspielschule. In den 1930er-Jahren war er außerdem als Filmschauspieler aktiv.
Hans Nerking war Träger des Großen Goldenen GDBA-Ehrenzeichens.

## Filmografie
- 1934: Die große Chance
- 1934: Da stimmt was nicht
- 1935: Alles um meine Frau
- 1938: Der Tag nach der Scheidung
- 1938: Der Fall Deruga
- 1955: Der fröhliche Wanderer

## Hörspiele (Auswahl)
- 1924: Ernst Elias Niebergall: Datterich (hessisches Mundarthörspiel – SÜWRAG – Südwestdeutscher Rundfunkdienst AG, Frankfurt am Main)
- 1926: Adolf Stoltze: Durch den kaufmännischen Verein. Schwank in einem Akt – Regie: Hans Nerking (SÜWRAG – Südwestdeutscher Rundfunkdienst AG, Frankfurt am Main)
- 1926: Adolf Stoltze: Alt Frankfurt. Lokalposse in sieben Bildern (Hieronymus Muffel) – Regie: Hans Nerking (SÜWRAG – Südwestdeutscher Rundfunkdienst AG, Frankfurt am Main)
- 1927: Adolf Stoltze: Dodgeschosse. Dramatische Humoreske – Regie: Alfred Auerbach (SÜWRAG – Südwestdeutscher Rundfunkdienst AG, Frankfurt am Main / SÜRAG – Süddeutsche Rundfunk AG, Stuttgart)
- 1956: Axel Eggebrecht, Ludwig Berger: Stresemann – Komposition: Boris Blacher, Regie: Ludwig Berger (SFB)
- 1958: Thierry: Pension Spreewitz (Von allerlei kuriosen Pensionsgästen, Folge 12, Erstsendung 17. Mai 1958) (Herr Zimmerling) – Regie: Ivo Veit (RIAS Berlin)